# 田邊誠一
田邊誠一（日语：／ Tanabe Seiichi，1969年4月3日—），是日本男演員、藝人，在日本東京都出生。

## 早年
在高中三年級時參加1988年第二屆Men`s Nonon模特兒選拔獲得優勝，之後則成為其專屬模特兒。

## 經歷
田邊誠一是個多產的演員，演出以配角居多，1992年TBS「熱い胸さわぎ」演員初次亮相。爾後在許多電視劇中演出，以及電影「冬天的河童」、舞台劇「草迷宮」等演出。
出道至今已演出上百部以上的作品，其中最廣為人知的作品有千面女郎、神之雫等，除了演藝事業外，田邊誠一私底下還喜歡繪畫創作，時常在推特分享他的手繪作品，並受到粉絲的喜歡，因此有田邊畫伯之稱，妻子同為演藝圈藝人大塚寧寧，兩人婚姻恩愛而穩定，榮獲時尚雜誌評選為模範夫妻冠軍。

## 演出作品

### 電視劇
- 1997年7月7日《千面女郎》（ガラスの仮面）飾演：速水真澄
- 1998年4月13日《千面女郎2》（ガラスの仮面2）飾演：速水真澄
- 1999年4月15日《戀愛奇蹟》（恋の奇跡）飾演：聖達彦
- 1999年7月1日《貞子復活》（らせん）飾演：織田恭助/東健一
- 2003年4月16日《寵物情人》（寵物情人）飾演：蓮實滋人
- 2007年1月7日《風林火山》（風林火山）飾演：小山田信有
- 2007年7月5日（肩ごしの恋人）飾演：柿崎祐介
- 2009年1月13日《神之雫》（神の雫）飾演：遠峰一青
- 2009年10月17日《小公主莎拉》（小公女セイラ）飾演：亞蘭由起夫
- 2011年10月21日《還有第11人！》（11人もいる!）飾演：真田實
- 2011年11月27日《造花之蜜》（造花の蜜）飾演：橋場有一
- 2012年4月18日《Answer～警視廳檢證搜查官》（Answer～警視庁検証捜査官）飾演：永友真一
- 2014年10月16日（ディア・シスター）飾演：櫻庭宗一郎
- 2015年4月14日《戰鬥吧！書店女孩》（戦う!書店ガール）飾演：田代敏之
- 2016年8月20日－9月10日《賢者之愛》（賢者の愛）飾演：澤村諒一
- 2017年4月15日－6月17日《我命中注定的人》（ボク、運命の人です）飾演：烏田翔吉
- 2018年7月11日－9月12日《刑警七人》第4季（刑事7人）飾演：海老澤芳樹
- 2019年1月6日《3年A班-從此刻起，大家都是我的人質-》 （3年A組-今から皆さんは、人質です）飾演：武智大和
- 2019年1月11日《我的妖精大叔》（私のおじさん～WATAOJI～）飾演：泉雅也
- 2019年7月10日－9月18日《刑警七人》第5季（刑事7人）飾演：海老澤芳樹
- 2020年8月5日－9月30日《刑警七人》第6季（刑事7人）飾演：海老澤芳樹
- 2021年2月14日《直衝青天》（青天を衝け）飾演：尾高新五郎／惇忠（日语：尾高惇忠 (実業家)）
- 2021年5月31日《屍活師 女王的法醫學》（女王の法医学～屍活師～）飾演：村上衛
- 2021年7月7日－9月15日《刑警七人》第7季（刑事7人）飾演：海老澤芳樹
- 2021年10月《被擦掉的初戀》（消えた初恋）飾演：谷口正博
- 2021年10月《只是在結婚申請書上蓋個章而已》（婚姻届に判を捺しただけですが）飾演：森田聰
- 2022年3月21日《屍活師 女王的法醫學 2》（女王の法医学～屍活師～）飾演：村上衛
- 2022年3月13日－3月20日《DCU》（DCU）飾演：戶塚明男（第8集・最終集）
- 2022年7月13日－9月14日《刑警七人》第8季（刑事7人）飾演：海老澤芳樹
- 2023年1月《怎麼辦家康》（どうする家康）飾演：穴山梅雪
- 2023年4月《爛漫》（らんまん）飾演：野田基善
- 2023年4月12日－6月14日《那不是抄襲嗎？》（それってパクリじゃないですか？）飾演：田所Joseph（田所ジョセフ）
- 2023年6月7日－8月9日《刑警七人》第9季（刑事7人）飾演：海老澤芳樹
- 2023年7月3日《屍活師 女王的法醫學 3》（女王の法医学～屍活師～）飾演：村上衛
- 2024年7月25日－9月26日《Sky Castle》（スカイキャッスル）飾演：淺見英世
- 2024年9月21日《最終看到的街道》（終りに見た街）飾演：前輩演員
- 2024年10月12日－12月21日《放課後的病歷表》（放課後カルテ）飾演：高崎修二
- 2025年1月17日－3月7日《法庭之龍》（法廷のドラゴン）飾演：天童辰夫
- 2025年4月16日－6月25日《醫師阿修羅》（Dr.アシュラ）飾演：大黑修二

### 電影
- 1998年3月14日《四月物語》（四月物語）飾演：山崎前輩
- 2000年1月22日《七夜怪談3：貞相大白》（リング0 バースデイ）飾演：遠山博
- 2002年3月16日《害蟲》（害虫）飾演：緒方智
- 2003年7月5日《莎喲娜拉！小黑》（さよなら、クロ）飾演：三枝昭吾
- 2004年12月18日《大約三十個謊言》（約三十の嘘）飾演：久津内守
- 2006年5月13日《明日的記憶》（明日の記憶）飾演：園田守
- 2006年7月22日《蜂蜜幸運草》（ハチミツとクローバー）飾演：原田
- 2008年11月15日（ハッピーフライト）飾演：鈴木和博
- 2009年2月14日《少年手指虎》（少年メリケンサック）飾演：TELYA/照大牌
- 2010年3月6日《詐欺遊戲：最後的舞台》（LIAR GAME）飾演：仙道アラタ
- 2011年3月19日《心動舞台》（ランウェイ☆ビート）飾演：溝呂木隼人
- 2014年10月25日《紙之月》（紙の月）飾演：梅澤正文
- 2017年5月5日《與妳的第100次愛戀》飾演：長谷川俊太郎
- 2017年10月21日《齊木楠雄的災難》飾演：齊木國春
- 2018年7月20日《BLEACH》飾演：浦原喜助
- 2025年2月14日《劇場版 一兆＄遊戲》飾演：宇喜多隼人

## 獎項
| 年度   | 類別 | 大獎                                         | 獎項                               | 作品                           | 結果 |
| ------ | ---- | -------------------------------------------- | ---------------------------------- | ------------------------------ | ---- |
| 1997年 | 文學 | 日経パブリッシンググランプリ個人賞           | 不適用                             | 《dics magazine SWIM》         | 獲獎 |
| 1997年 | 文學 | MMCA、通産省主催97年マルチメディアグランプリ | パッケージ部門エンターテイメント賞 | 《dics magazine SWIM》         | 獲獎 |
| 1998年 | 文學 | MMCA、通産省主催98年マルチメディアグランプリ | アーティスト賞                     | 《dics magazine SWIM next(2)》 | 獲獎 |
| 1998年 | 電影 | 第8屆日本電影專業大獎                        | 新人獎勵賞                         | 《BLUES HARP》                 | 獲獎 |
| 2002年 | 電影 | 第27屆報知電影獎                             | 主演男優賞                         | 《三心兩性》《害蟲》           | 獲獎 |
| 2002年 | 電影 | 第24屆橫濱電影節                             | 主演男優賞                         | 《三心兩性》                   | 獲獎 |
| 2003年 | 電影 | 第17屆高崎電影節                             | 最優秀主演男優賞                   | 《三心兩性》                   | 獲獎 |
| 2015年 | 時尚 | 第7屆プラチナ夫婦アワード                    | 模範夫妻冠軍                       | （與大塚寧寧共同獲得）         | 獲獎 |